# Касимовский мост
Касимовский мост — автодорожный железобетонный балочный мост через Волковку во Фрунзенском районе Санкт-Петербурга.

## Расположение
Расположен в створе Касимовской улицы с южной стороны Волковского кладбища. Выше по течению находится 2-й Волковский мост, ниже — 1-й Волковский мост. Ближайшая станция метрополитена — «Волковская».

## Название
Первоначально назывался Волковским, но с 1908 года носит современное название в честь Касимовской улицы.

## История
Деревянный мост был построен в 1821 году. Мост неоднократно ремонтировался в дереве. К началу XX века это был деревянный балочный трёхпролётный мост длиной 35,5 м и шириной 5,7 м. В 1950 году деревянное пролётное строение заменили металлическими двутавровыми балками. На тот момент ширина переправы составляла 7,4 м при длине 23,4 м. В 1964 году выполнен капитальный ремонт с сохранением прежней балочной конструкции, ширина моста увеличена до 10,9 м. 
В 1974 году в связи с прокладкой трамвайной линии и благоустройством района путепроводной развязки на пересечении Волковского проспекта с железнодорожными путями в горловине станции «Волковская» по проекту инженера института «Ленгипроинжпроект» Л. Н. Соболева построен существующий железобетонный мост. Работы выполнило СУ-3 треста «Ленмостострой» под руководством главного инженера Л. Ф. Полякова.

## Конструкция
Мост однопролётный железобетонный балочно-разрезной системы, при этом архитектурный облик пролётного строения стилизован под каменный арочный свод. Пролётное строение состоит из сборных железобетонных балок с пониженным расположением и песчаной засыпкой сверху (для прокладки труб газопровода и водопровода). Фасады пролётного строения имеют криволинейное очертание нижнего пояса с рустовкой бетонных поверхностей под камень. Устои массивные из монолитного железобетона на свайном основании. Мост косой в плане, угол косины – 76°. Общая ширина моста составляет 28,6 м, длина — 27,65 м.
Мост предназначен для движения трамваев, автотранспорта и пешеходов. Проезжая часть включает в себя 4 полосы для движения автотранспорта. Покрытие проезжей части и тротуаров — асфальтобетон. Тротуар с верховой стороны моста отделён от проезжей части высоким железобетонным парапетом в металлической рубашке. С верховой стороны моста проложен газопровод среднего давления, с низовой стороны — водопроводные трубы. По низовой стороне моста проходят трамвайные пути, отделённые от автомобильной проезжей части металлическим ограждением. Перильное ограждение — металлические сварные решётки простого рисунка, которые завершаются на устоях гранитными тумбами.